# 俞鴻鈞內閣
俞鴻鈞內閣成立於1954年6月1日，為中華民國政府喪失中國大陸國土、退守台灣後第二任行政院編制。身為經濟建設要員的中華民國中央銀行總裁俞鴻鈞被中華民國總統蔣中正任命為行政院院長，而成員包含行政院副院長黃少谷等。後來俞鴻鈞因對監察院不尊重而被監察院彈劾，最後要蔣中正以中國國民黨總裁身份出面調停。

## 成員名單
- 行政院院長：俞鴻鈞（ 中國國民黨，1954年6月1日－1958年7月15日）
- 行政院副院長：黃少谷（ 中國國民黨，1954年6月1日－1958年7月15日）
- 行政院秘書長：陳慶瑜（ 中國國民黨，1954年6月1日－1958年7月14日）
- 內政部部長：王德溥（ 中國國民黨，1954年6月1日－1958年3月27日）
- 外交部部長：葉公超（ 中國國民黨，1949年10月1日－1958年7月13日）
- 國防部部長：俞大維（1954年6月1日－1965年1月13日）
- 財政部部長：徐柏園（ 中國國民黨，1954年5月27日－1958年3月19日）
- 教育部部長：張其昀（ 中國國民黨，1954年5月27日－1958年7月14日）
- 司法行政部部長：谷鳳翔（1954年6月1日－1960年5月31日）
- 經濟部部長：尹仲容（ 中國國民黨，1954年6月1日－1955年11月4日）→ 江杓（1955年11月4日－1958年3月26日）
- 交通部部長：袁守謙（ 中國國民黨，1954年6月1日－1960年7月23日）
- 蒙藏委員會委員長：劉廉克（1954年5月25日－1958年7月14日）
- 僑務委員會委員長：鄭彥棻（ 中國國民黨）
- 國軍退除役官兵就業輔導委員會主任委員：嚴家淦（ 中國國民黨）
- 美援運用委員會主任委員：俞鴻鈞（ 中國國民黨，1954年6月1日－1957年8月22日）→ 嚴家淦（ 中國國民黨，1957年8月22日－1958年7月15日）
- 原子能委員會主任委員：張其昀（ 中國國民黨，1955年6月2日－1958年7月）
- 不管部會政務委員：余井塘（ 中國國民黨）、黃季陸（ 中國國民黨）、田炯錦（ 中國國民黨）、蔡培火（ 中國國民黨）、孟昭瓚

- 主計處主計長：龐松舟
- 新聞局局長：吳南如（1954年－1956年2月）→ 沈錡（ 中國國民黨，1956年2月－1961年7月）